# Liebshausen
Liebshausen est une municipalité du Verbandsgemeinde Rheinböllen, dans l'arrondissement de Rhin-Hunsrück, en Rhénanie-Palatinat, dans l'ouest de l'Allemagne.

## Liens externes

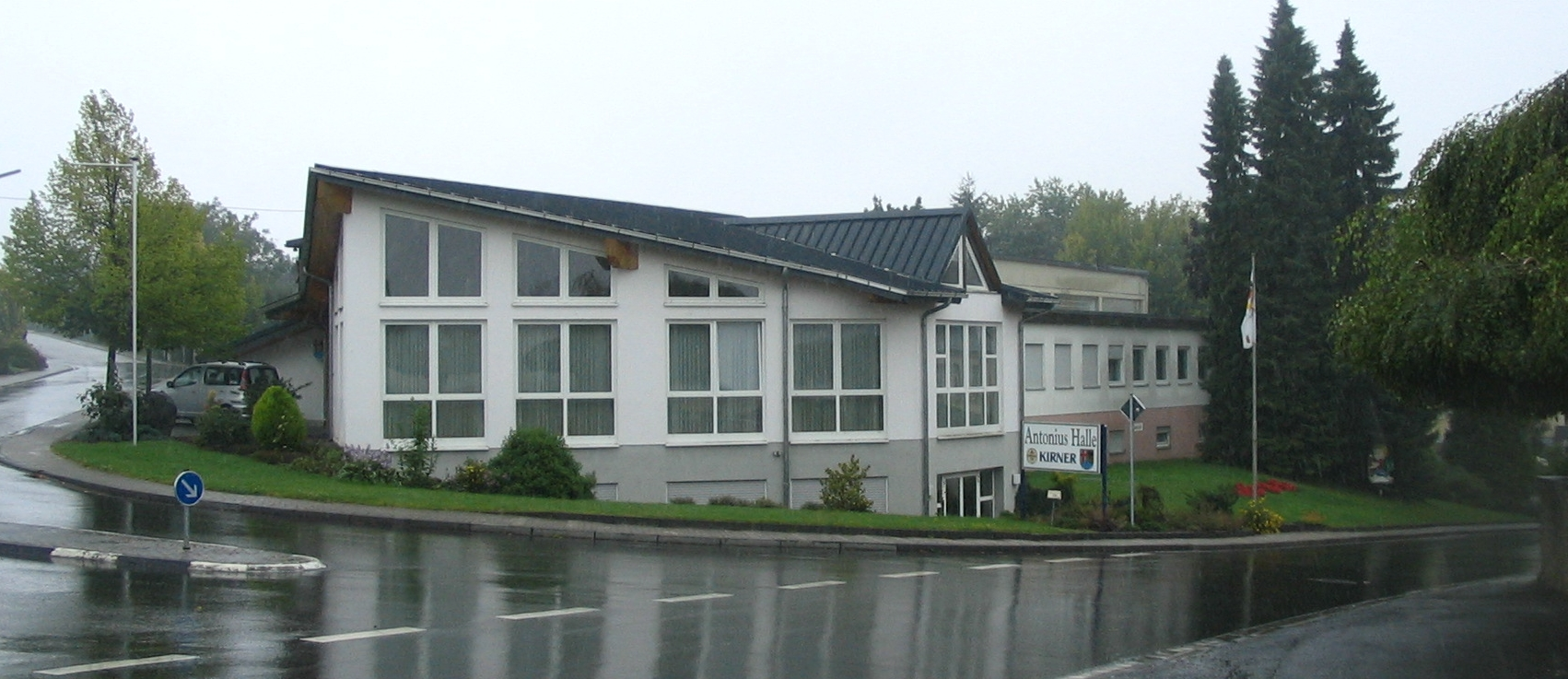
Antoniushalle